# 执圭
执圭又称执珪、上执圭，是战国时代楚国的最高爵位。《战国策·齐策二》载：陈轸代表齐王见楚将昭阳时曾问道：“按楚国律法，覆军杀将的人能做到什么官爵？”昭阳的回答是：“官可至上柱国，爵为上执圭。”

## 脚注
1. ↑  《战国策·东周策》载秦攻宜阳之役，赵累对周君说：“君谓景翠曰：公爵为执圭，官为柱国，战而胜则无以加矣。”
2. ↑  《战国策·齐策二》载：陈轸为齐王见楚将昭阳，问：“楚之法，覆军杀将，其官爵何也？”昭阳曰：“官为上柱国，爵为上执圭。”